# Igor Bojev
Igor Ivanovitsj Bojev (Russisch: Игорь Иванович Боев; Voronezj, 22 november 1989) is een Russisch wielrenner die vele seizoenen reed voor Gazprom-RusVelo.

## Overwinningen
2012
Grand Prix de la ville de Nogent-sur-Oise
3e etappe Circuit des Ardennes (ploegentijdrit)
2e etappe Ronde van Loir-et-Cher
Mayor Cup
3e etappe Vijf ringen van Moskou
Eindklassement Vijf ringen van Moskou
2014
2e en 5e etappe Grote Prijs van Adygea
Puntenklassement Grote Prijs van Adygea
2e en 4e etappe Vijf ringen van Moskou
Puntenklassement Vijf ringen van Moskou
2e etappe Ronde van de Kaukasus
Bergklassement Ronde van de Kaukasus

## Resultaten in voornaamste wedstrijden
|      | \| Jaar \| Milaan-San Remo \| Ronde van Lombardije \| Parijs-Tours \| \| WK op de weg \| \| ---- \| --------------- \| -------------------- \| ------------ \| \| ------------ \| \| 2016 \| \| opgave \| \| \| \| \| 2017 \| \| opgave \| \| \| \| \| 2018 \| 60e \| \| \| \| \| \| 2019 \| \| \| opgave \| \| \| \| 2020 \| 115e \| \| \| \| \| \| 2021 \| \| \| \| \| opgave \| |                      |              |  |              |
| Jaar | Milaan-San Remo | Ronde van Lombardije | Parijs-Tours |  | WK op de weg |
| 2016 | | opgave               |              |  |              |
| 2017 | | opgave               |              |  |              |
| 2018 | 60e |                      |              |  |              |
| 2019 | |                      | opgave       |  |              |
| 2020 | 115e |                      |              |  |              |
| 2021 | |                      |              |  | opgave       |

## Ploegen
- 2012 –  Itera-Katjoesja
- 2013 –  RusVelo
- 2014 –  RusVelo
- 2015 –  RusVelo
- 2016 –  Gazprom-RusVelo
- 2017 –  Gazprom-RusVelo
- 2018 –  Gazprom-RusVelo
- 2019 –  Gazprom-RusVelo
- 2020 –  Gazprom-RusVelo
- 2021 –  Gazprom-RusVelo

Bojev · Firsanov · Klimov · Jersjov · Kotsjetkov · I. Kovaljov · J. Kovaljov · Krasnov · Majkin · Manakov · Mironov · Ovetsjkin · Pomosjnikov · Rybakov · Savitsky · Serov · Solomennikov · Tatarinov · Zakarin
Balykin · Bojev · Firsanov · Jersjov · Klimov · Krasnov · Kritski · Lagoetin · Majkin · Ovetsjkin · Pomosjnikov · Pozdnjakov · Serov · Solomennikov · Tatarinov · Zakarin
Arslanov · Balykin · Bojev · Firsanov · Foliforov · Ignatenko · Jersjov · Jevtoesjenko · Koerbatov · Koestadintsjev · Komin · Majkin · Nikolajev · Nytsj · Ovetsjkin · Pozdnijakov · Rybakov · Savitski · Serov · Solomennikov · Stasj
Arslanov · Bojev · Firsanov · Foliforov · Jersjov · Jevtoesjenko · Koerbatov · Koestadintsjev · Kolobnev · Majkin · Manakov · Nikolajev · Nytsj · Ovetsjkin · Rybalkin · Savitski · Serov · Sjaloenov · Solomennikov · Stasj · Svesjnikov · Zakarin
Arslanov · Bojev · Broett · Firsanov · Foliforov · Jersjov · Kozontsjoek · Lagoetin · Majkin · Nikolajev · Nytsj · Ovetsjkin · Porsev · Rovny · Rybalkin · Savitski · Sjaloenov · Solomennikov · Svesjnikov · Troesov · Vorobjov · Zakarin · Kobernjak (stagiair) · Koerjanov (stagiair) · Tsjerkasov (stagiair)
Arslanov · Bojev · Firsanov · Foliforov · Kobernjak · Koerjanov · Kozontsjoek · Lagoetin · Majkin · Nytsj · Porsev · Rovny · Rybalkin · Sjaloenov · Sjilov · Troesov · Tsjerkasov · Vlasov · Koelikov (stagiair) · Koelikovski (stagiair) · Nekrasov (stagiair)
Arslanov · Bojev · Jevtoesjenko · Kobernjak · Koelikov · Koelikovski · Koerbatov · Koerjanov · Nekrasov · Nytsj · Porsev · Rikoenov · Rovny · Rybalkin · Sjaloenov · Sjilov · Stasj · Tsjerkasov · Vlasov · Vorobjov · Landi (stagiair) · Popov (stagiair) · Vitoerin (stagiair)
Bojev · Canola · D. Cima · I. Cima · Koelikov · Koelikovski · Koerjanov · Koezmin · Koeznetsov · Nekrasov · Nytsj · Rikoenov · Rovny · Rybalkin · Scaroni · Sjaloenov · Strachov · Tsjerkasov · Tsjernetski · Velasco · Karaljok (stagiair)
Bojev · Canola · D. Cima · I. Cima · Kotsjetkov · Kreuziger · Koezmin · Koeznetsov · Nekrasov · Nytsj · Rikoenov · Rovny · Scaroni · Sjaloenov · Strachov · Tsjerkasov · Tsjernetski · Vacek · Velasco · Zakarin · Dversnes (stagiair) · Lucca (stagiair) · Lunder (stagiair)